# Samin Nosrat
Samin Nosrat (San Diego, 7 de novembro de 1979) é uma chef de cozinha, apresentadora de televisão e escritora de culinária norte-americano. Em 2019, foi incluída na lista de 100 pessoas mais influentes do mundo do ano.